# Heinrich Müller (Rentmeister)
Heinrich (Henrik) Müller (* 16. März 1609 in Itzehoe; † 2. März 1692 in Lejregård) war ein deutscher Rentmeister, Finanz- und Geschäftsmann in dänischen Diensten.

## Leben und Wirken
Heinrich Müller war der Sohn eines gleichnamigen Kaufmannes aus Itzehoe und dessen Ehefrau Catharina Lorenzen (* um 1580; begraben im Dezember 1658 bei St. Nikolai in Kopenhagen). Gerhard Rantzau nahm ihn als begabten Jugendlichen im Alter von 15 Jahren auf Schloss Breitenburg auf. Hier sollte er gemeinsam mit Christian zu Rantzau ausgebildet werden. 1627 besuchten beide die Ritterakademie Sorø.
Von 1628 bis 1630 arbeitete Müller an der Deutschen Kanzlei in Kopenhagen, anschließend bis 1632 für den Reichshofmeister Frants Rantzau. Nach Rantzaus Tod im November 1632 machte Christian IV. Müller zu seinem Kammerschreiber, der seine persönlichen Einnahmen verwaltete. 1642 übernahm er das Amt des Zolleinnehmers von Kopenhagen. Gleichzeitig begann er in enger Kooperation mit den königlichen Schwiegersöhnen Corfitz Ulfeldt und Hannibal Sehested, deren Bekanntschaft er in Sorø gemacht hatte, ein privates Handelsgeschäft. Während des Torstenssonkrieges belieferte Müller den dänischen König in größerem Umfang mit Bauholz und Materialien für den Bau von Schiffen. Seine Forderungen an den dänischen Staat in den 1640er Jahren beliefen sich auf 690.000 Reichstaler. Dafür erhielt er zumeist Gelder aus Einnahmen des norwegischen und dänischen Zolls. Außerdem überschrieb ihm König Friedrich III. mehrere seiner Grundstücke in Kopenhagen. Hier baute Müller in größerem Umfang und errichtete zwei Kupferwerke, eine Salzsiederei und weitere Unternehmen. Damit entwickelte er sich zu einem der Pioniere, die in Dänemark Manufakturen aufbauten. Im März 1651 wurde er zum Generalzollverwalter in Dänemark ernannt und organisierte das Zollwesen neu.
Im Juli 1651 wurde Corfitz Ulfeldt entmachtet, was Müller kurzzeitig in Bedrängnis und sogar ins Gefängnis brachte. Da das Königshaus finanzielle Probleme hatte, benötigte es jedoch Müllers Kredite. Außerdem wollte die Krone seine umfangreichen Geschäftskontakte, etwa zur niederländischen Kaufmannsfamilie Marselis, seine Sachkenntnis und Ideen weiterhin nutzen. Müller beliefert also weiterhin das Königshaus. Alleine oder als Kompagnon der Familie Marselis oder des Generalpostmeisters Paul von Klingenberg wurde er zu einem der wichtigsten Geldgeber Dänemarks. Dies galt insbesondere während des Zweiten Nordischen Krieges. 1653 erhielt er Privilegien für die Handelsschifffahrt nach Grönland und die dänischen Besitzungen in Westindien. Er erhielt Anteile an der afrikanischen Handelskompanie und unterhielt mehrere Bauwerke in Norwegen. Während des Krieges arbeitete er in verschiedenen Positionen für den Staat. Als Admiralitätsrat rüstete er die Flotte aus, gehörte mehreren Kommissionen an und betätigte sich als Diplomat, u. a. in den Verhandlungen zum Frieden von Roskilde 1658, bei denen der zum Feind übergelaufene Corfitz Ulfeldt die schwedische Seite vertrat.
Nach Kriegsende erhielt Müller im Zusammenhang mit der Reform des dänischen Staates 1660 mehrere Posten. Er arbeitete im neuen Schatzkammerkollegium als Rentmeister, Assessor und Kammerrat. In seinen Zuständigkeitsbereich fielen anfangs die Verbrauchssteuer, die dänischen Zölle und die Auszahlungen für Armee und Festungen. Später kamen die norwegischen Zölle und die Geldangelegenheiten des Hofetats hinzu. Verdienste erwarb er sich durch eine gute Buchführung. Ab 1661 beteiligte sich Müller an der Erstellung einer neuen Landesmatrikel. Im Jahr 1662 gestaltete er vermutlich die norwegische Zollrolle mit und gehörte 1670 einer Kommission an, die ein neues norwegisches Steuersystem erarbeitete.
Seine großen Kredite, die er dem Staat gewährte, wurden mit Kronländereien und mehreren Stellen als königlicher Amtmann abgegolten. Für 500.000 Reichstaler bekam er mehr als 11.000 Steuertonnen Land. Neben der Familie Marselis war er der Finanzier Dänemarks, der das meiste staatliche Land erhielt. Müller erwarb auch zahlreichen adligen Grundbesitz, nachdem dieses Personen aus dem Bürgertum ab 1660 erlaubt war. Gleichzeitig baute er stillgelegte Bauernhöfe zu neuen Gütern um, darunter Lejregård, das heutige Ledreborg. Den Großteil der Ländereien vermachte er seinen Kindern. Als Gutsbesitzer ging er harsch gegen seine Bauern vor, was permanente Konflikte verursachte. Gleichzeitig musste er der Krone hohe Preise für Land zahlen und litt unter der schlechten Konjunktur der Agrarwirtschaft. So zahlte er 1664 dem König für die Ruine des 1660 von schwedischen Truppen zerstörten Schlosses Dragsholm samt dem dazugehörenden Amt einen Preis, der den Wert von Schloss und Amt weit überstieg. Er musste daher Schloss und Amt an seinen eigenen Gläubiger, den in Hamburg ansässigen jüdischen Kaufmann Isaac Chaim Senior Teixeira, verpfänden. Zudem entwickelten sich auch andere Projekte nicht wie gewünscht: Mit dem 1662 erteilten Privileg für eine Zuckerraffinerie in Kopenhagen verspekulierte sich Müller ebenso wie mit dem Handel mit Island.
1670 übernahm Christian V. die Regierung in Dänemark. Er entließ Christoffer von Gabel, der unter seinem Vater hohen Einfluss genossen hatte. In der Folgezeit zog Müller sich aus der Finanzverwaltung etwas zurück und beendete seine Tätigkeiten als Amtmann. Er konnte aber die Gunst von Reichskanzler Peder Schumacher Griffenfeld gewinnen und dadurch 1673 vom Königshaus das Silberbergwerk Kongsberg, Ländereien in Trøndelag und die Jurisdiktion, Patronatsrechte und den Königszehnten für mehrere dänische Güter kaufen. Am 1. Mai 1674 wurden er und seine Kinder zudem in den erblichen Adelsstand erhoben.
Spätestens dem Ausbruch des Schonischen Krieges 1674 und dem Sturz von Griffenfeld im folgenden Jahr sanken Müllers Kreditwürdigkeit und Einfluss jedoch konstant. Dazu kamen Verluste bei seinen Handelsgeschäften und der Zusammenbruch einer Kupfermine. Als 1679 ein neues Rentenkammerkollegium entstand, endete für ihn unfreiwillig der Staatsdienst. Nach einer intensiven Kontrolle seiner Abrechnung wurde er mit einer Forderung über 132.496 Reichstaler konfrontiert. Mehrere Güter im Wert von insgesamt 115.853 Reichstaler wurden zur Begleichung dieser Schuld enteignet, darunter Dragsholm. 1685 tilgte er die Restschuld, indem er seine Besitztümer in Norwegen abgab. Außerdem musste er andere Gläubiger bedienen.
Die letzten Jahre seines Lebens wohnte Müller verarmt bei seinen verwitweten Töchtern, anfangs bei Anna Cathrine auf Kornerupgård und nach deren Tod bei Drude auf Lejregård. Nach seinem Tod zahlte der König der Familie 500 Reichstaler, um Müller würdevoll in der Nikolaikirche in Kopenhagen beisetzen zu können.

## Familie
Müller heiratete am 6. Juli 1633 Sophie Hansdatter (* 20. Juni 1616 in Varberg; † 3. März 1669 in Kopenhagen). Ihr Vater Hans Jensen war ein Ratsherr. Das Ehepaar Müller hatte sieben Söhne und vier Töchter. Drei Söhne und drei Töchter lebten beim Tod ihres Vaters noch. Seine Söhne erlangten hohe Ämter, die sie auch über den Niedergang ihres Vaters hinaus innehatten. Für mehrere seiner Kinder hatte er vorteilhafte Ehen mit Mitgliedern der vornehmsten bürgerlichen Familien oder sogar des Adels vermitteln können.
- Henrik (1635–1717), 1682–1714 Amtmann von Skivehus Amt, ⚭ Constantia, eine Tochter von Selio Marselis, des Bruders von Gabriel Marselis
- Anna Cathrine (* ~1635; † ~1691) ⚭ den Juristen Caspar Bartholin (1618–1670) auf Kornerupgård, einen Sohn des Mediziners und Theologen Caspar Bartholin des Älteren
- Christian (1638–1720), Amtmann von Island 1688–1718, ⚭ Margarethe, eine Tochter von Thomas Bartholin.
- Jørgen (1643–1695), Amtmann von Bamble in Norwegen, ⚭ Karen Henningsdatter Pogwisch.[8]
- Drude (1644–1704) ⚭ Kanzleirat Thomas Fincke (1632–1677), auf Lejregaard.[6]
- Sophie (1646–1718) ⚭ Kommerzienrat Johannes Fincke, auf Sæbygaard